# Jutta Ditfurth

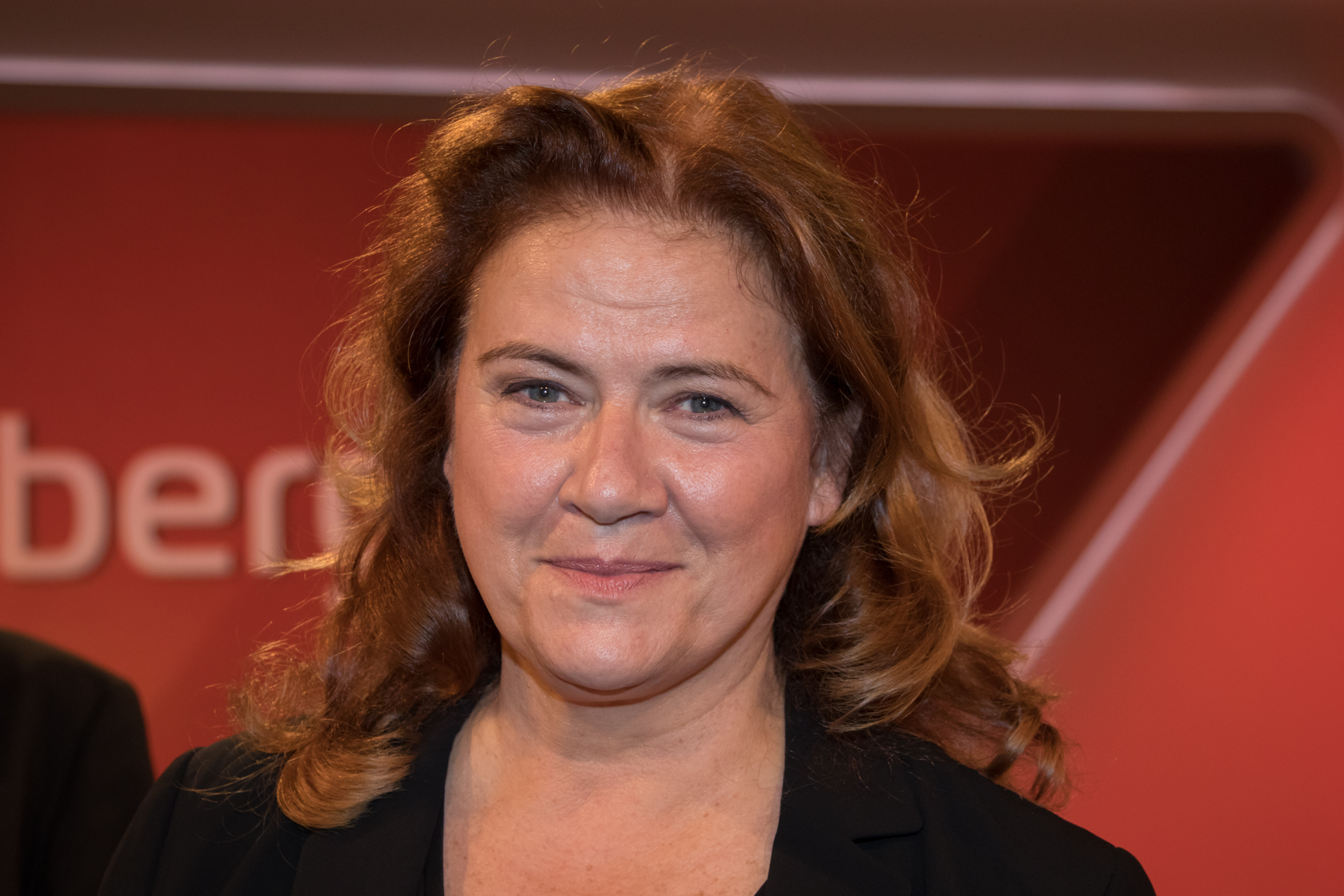
Jutta Ditfurth bei der ARD-Talkshow Maischberger (2017)

Jutta Ditfurth (Geburtsname Jutta Gerta Armgard von Ditfurth; * 29. September 1951 in Würzburg) ist eine deutsche Politikerin und Aktivistin für Feminismus, Ökosozialismus und Antirassismus. Als Journalistin und Autorin von politisch engagierter Sachliteratur und Belletristik ist sie auch publizistisch tätig.
Ditfurth war ab Ende der 1970er Jahre als prägendes Mitglied der Grünen Liste Hessen (GLH) am Entstehungsprozess der Partei Die Grünen beteiligt und Anfang 1980 als Teilnehmerin bei der bundesweiten Gründungsversammlung eine ihrer Mitbegründerinnen. In den 1980er Jahren gehörte sie als „Radikalökologin“ zu den bekanntesten Vertretern des linken Flügels der Partei. Von 1984 bis Ende 1988 war sie gemeinsam sowohl mit Rainer Trampert und Lukas Beckmann (1984–1987) als auch mit Regina Michalik und Christian Schmidt (1987–1988) eine der drei Bundesvorsitzenden der Grünen.
Infolge der Wahlniederlage der Partei bei der Bundestagswahl 1990 kam es zur „realpolitischen Wende“ bei den Grünen. Aus Protest dagegen verließ Ditfurth 1991 ebenso wie viele andere Angehörige des linken Flügels die Partei. Sie initiierte die Kleinstpartei Ökologische Linke, aus der 2000 die Wählervereinigung ÖkoLinX – Antirassistische Liste hervorging. Von 2001 bis 2008 war sie für die ÖkoLinX Mitglied der Stadtverordnetenversammlung in Frankfurt am Main; seit 2011 ist sie es erneut.
Bei der Europawahl 2019 war Ditfurth Spitzenkandidatin der zum ersten Mal bei einer Europawahl in Deutschland antretenden Wahlliste der ÖkoLinX, konnte im Ergebnis jedoch kein Mandat im EU-Parlament erreichen.

## Herkunft
Jutta Ditfurth stammt aus den beiden Adelsgeschlechtern von Ditfurth und von Raven. Sie ist das älteste von vier Kindern des Psychiaters und Neurologen, Hochschullehrers und Wissenschaftsjournalisten Hoimar von Ditfurth und der Fotografin Heilwig von Ditfurth, geb. von Raven. Ihr Bruder ist der Journalist und Autor Christian von Ditfurth.
Ditfurth lehnte die Mitgliedschaft im Familienverband ab und legte den Namensbestandteil „von“ in ihrem Geburtsnamen ab. Nach ihren Angaben trennte sie sich als 17-Jährige schriftlich von ihrem Familienverband.
In ihrem Buch Der Baron, die Juden und die Nazis – Reise in eine Familiengeschichte beschrieb Ditfurth anhand vieler Quellen den Antisemitismus und das Mitwirken einiger ihrer Vorfahren am Nationalsozialismus, darunter ihres Urgroßonkels Börries Freiherr von Münchhausen.

## Ausbildung und Berufstätigkeiten
Ditfurth wuchs zunächst in Würzburg auf, wo sie in der zweiten Hälfte der 1950er Jahre auch eingeschult wurde. Im Jahre 1960 zog sie mit ihrer Familie nach Hohensachsen an der Bergstraße. Es war der fünfte Umzug der Familie. Sie ging zuerst in Hohensachsen und später in Weinheim zur Schule. 1964 zog die Familie nach Oberflockenbach im Odenwald in einen von der Mutter entworfenen Bungalow. Im April 1966 wurde Ditfurth ins evangelische Mädchengymnasium Elisabeth-von-Thadden-Schule in Heidelberg-Wieblingen aufgenommen. Dort bestand sie 1969 das Abitur. Danach besuchte sie noch bis zum März 1970 ein „höheres Töchterheim“ in Garmisch-Partenkirchen.
1969 begann Jutta Ditfurth an der Ruprecht-Karls-Universität Heidelberg Kunstgeschichte zu studieren. Sie studierte zudem Soziologie, Politik, Wirtschaftsgeschichte und Philosophie in Heidelberg, Hamburg, Freiburg, Glasgow, Detroit und Bielefeld mit dem Abschluss 1977 als Diplomsoziologin. Nach eigener Darstellung arbeitete sie als Sozialwissenschaftlerin an den Universitäten Freiburg, Bielefeld und Marburg. Im Winter 1977 zog sie nach Frankfurt am Main und war dort zwei Jahre in unterschiedlichen Firmen und Funktionen tätig. Parallel dazu arbeitete sie als Journalistin und Autorin für Printmedien und Rundfunk, ab 1980 hauptberuflich.

## Politische Aktivitäten
Seit etwa 1970 ist Ditfurth als Undogmatische Linke politisch aktiv. Sie engagierte sich nach dem Militärputsch in Chile 1973 in der internationalistischen Solidaritätsbewegung für die verfolgten Anhänger des gestürzten und beim Putsch zu Tode gekommenen vormaligen Staatspräsidenten Salvador Allende und seines Wahlbündnisses, der Unidad Popular, später für die Sandinisten in Nicaragua und die linke Opposition aus dem Umfeld der 1980 gegründeten FMLN in El Salvador. Ferner engagiert sie sich in der Frauenbewegung (beispielsweise gegen das Abtreibungsverbot nach dem alten § 218), seit etwa 1975 in der Anti-AKW-Bewegung und seit Ende der 1970er Jahre in der Friedensbewegung, so unter anderem zwischen 1979 und Mitte der 1980er Jahre gegen den NATO-Doppelbeschluss.
Ab 1977, in Reaktion auf massive polizeiliche Maßnahmen gegen Anti-AKW-Proteste, wirkte sie am Aufbau bunt-alternativer Wahllisten mit, um auch parlamentarisch Einfluss zu nehmen. 1978 gründete sie die „Grüne Liste – Wählerinitiative für Demokratie und Umweltschutz“ (GLW) und die Grüne Liste Hessen (GLH) mit. Als ihre Delegierte war sie im Januar 1980 in Karlsruhe an der Gründung der Bundespartei „Die Grünen“ beteiligt. Sie vertrat dort in den 1980er Jahren neben Thomas Ebermann und Rainer Trampert die „Ökosozialisten“. Sie bezeichnet sich selbst als Radikalökologin und Feministin. Ihre innerparteilichen Gegner um den späteren Bundesaußenminister Joschka Fischer zählten sie zu den „Fundis“, wie sie den linken Parteiflügel seit etwa 1982 nannten.

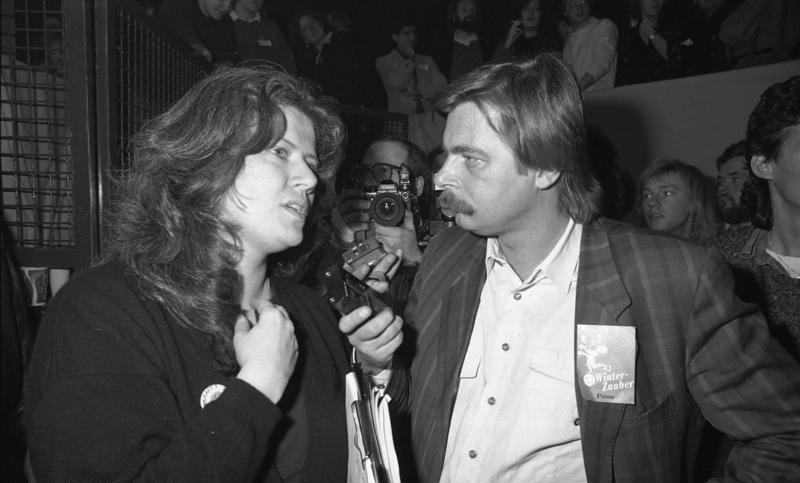
Jutta Ditfurth auf der Grünen-Wahlparty 1987

1984 und 1986 wurde sie in den Bundesvorstand der Partei gewählt und überstand mehrere Abwahlanträge mit großen Mehrheiten. Bei der Bundesversammlung im Dezember 1988 verlangte der damalige Parteiflügel der Realos wegen bereits widerlegter Medienberichte über eine angebliche Veruntreuung von Parteigeldern den Rücktritt des Vorstands und verweigerte den Vorstandsmitgliedern das Rederecht. Deren Vertrauensfrage verfehlte knapp die Mehrheit. Daraufhin traten Ditfurth, der Vorstandssprecher Christian Schmidt und Regina Michalik am 2. Dezember 1988 von ihren Ämtern zurück. Bei der Bundestagswahl 1990 erreichten die West-Grünen keine Bundestagsmandate, weil sie unterhalb der Fünfprozenthürde blieben. Viele führten das auch auf Parteistrukturen wie das Rotationsprinzip zurück. Als eine Mehrheit im April 1991 diese und andere Prinzipien aufhob, trat Ditfurth aus Protest gegen die „Rechtsentwicklung“ aus der Partei aus.
Seit 1989 ist Ditfurth Mitglied der Deutschen Journalistinnen- und Journalisten-Union (DJU). Von 1992 bis 1995 war sie deren Bundesvorsitzende und Mitglied im Hauptvorstand der IG Medien.
1991 gründete sie mit ihrem Lebenspartner Manfred Zieran (* 7. November 1951 in Lübeck) und weiteren politischen Freunden die Kleinpartei Ökologische Linke in Hessen. Von 1991 bis 1999 gab sie deren Zeitschrift ÖkoLinx heraus. Bei der Europawahl 1999 kandidierte sie auf der Liste der griechischen NAR („Neue linke Strömung“) für das Europäische Parlament, um ihren Protest gegen den NATO-Krieg gegen Jugoslawien mit deutscher Beteiligung auszudrücken. Ende 2000 gründete sie die Wählervereinigung „ÖkoLinX – Antirassistische Liste“ mit, für die sie als einzige Vertreterin im April 2001 in das Stadtparlament von Frankfurt am Main einzog. Im Mai 2008 legte sie ihr Mandat als Frankfurter Stadtverordnete nieder, weil Geschäftsordnungsänderungen ihre Arbeitsbedingungen stark verschlechtert hätten. Für den Fraktionsstatus wurden in Frankfurt am Main drei statt zuvor zwei Stadtverordnete erforderlich. Für sie rückte Manfred Zieran nach. 2011, 2016 und 2021 wurde sie erneut in die Frankfurter Stadtverordnetenversammlung gewählt. Ditfurth kandidierte auf Listenplatz 1 von ÖkoLinX für die Europawahl 2019. Die Partei verfehlte jedoch mit dem bundesweiten Ergebnis von 0,1 % (35.794 Stimmen) das angestrebte Ziel eines Sitzes im EU-Parlament.
Für 20 Jahre ehrenamtliche Mitarbeit als Stadtverordnete erhielt Ditfurth 2021 die Römerplakette der Stadt Frankfurt am Main in Gold.

## Politische Positionen
Jutta Ditfurth strebte einen ökologischen Sozialismus als globales politisches Ziel an. Für sie ist „die soziale nicht von der ökologischen Frage zu trennen […], weil die Wurzel der Ausbeutung des Menschen und der Natur dieselbe ist: die kapitalistische Produktionsweise mit ihrer Profitlogik und ihrem Verwertungszwang.“ Sie verweist darauf, dass schon Karl Marx (seit 1844) und Friedrich Engels (1883) wiederholt auf die naturzerstörenden Folgen des Kapitalismus hingewiesen hatten und einige marxistische und anarchistische Linke wie Friedrich Wolf und Murray Bookchin dem Glauben der meisten traditionellen Linken an einen wertneutralen technologischen Fortschritt widersprachen. Aus den historischen Erfahrungen der Arbeiter-, Frauen-, Anti-Atomwaffen- und Anti-AKW-Bewegung folgert sie: „Wer behauptet, der Kapitalismus sei zu einer humanen, ökologischen Gesellschaft ‚umzubauen‘, ist naiv oder lügt.“ Soziale und ökologische Katastrophen seien unter dem Druck sozialer Gegenmacht in den Zentren des Kapitals zwar zu mildern, die Folgen würden dann aber umso mehr auf andere Teile der Welt abgewälzt. Deshalb sei eine dem Menschen verträgliche Natur nur durch soziale Gegenmacht zum Kapitalismus zu retten und nur in einer sozialistischen Gesellschaft zu bewahren.
Ditfurth befasste sich seit 1977 mit der Rote Armee Fraktion (RAF) und den staatlichen Reaktionen darauf. Sie hat den „bewaffneten Kampf“ stets verworfen, aber Sachbeschädigungen wie das Umsägen von Strommasten und Zerschneiden von Stacheldraht bei AKW-Bauzäunen befürwortet. 1987 nannte sie den Weg der RAF falsch, befürwortete aber eine Amnestie für ehemalige RAF-Mitglieder und kritisierte die staatlichen Maßnahmen zur Durchsetzung von Atomkraftwerken und der damaligen Volkszählung als weitaus schlimmere, terroristische Gewalt. Dafür stellten sie einige Politiker und Medien als „Sympathisantin“ der RAF dar. 1987 übernahm sie die presserechtliche Verantwortung für das bayerische Anti-Wackersdorf-Magazin bzw. Anti-Atom-Magazin Radi Aktiv.
Ditfurth war von Beginn an eine entschiedene Gegnerin des Realo-Flügels sowie nationalistischer und rassistischer Tendenzen bei den Grünen. Sie lehnte 1990 die deutsche Wiedervereinigung ab und organisierte Demonstrationen unter dem Motto Nie wieder Deutschland mit. Seit ihrem Parteiaustritt setzte sie sich in verschiedenen Veröffentlichungen mit der politischen Entwicklung der Grünen auseinander und kritisierte, dass die Grünen ihre ursprünglichen Ziele vollständig aufgegeben und vielfach ins Gegenteil verkehrt hätten. Statt an einem grundlegenden Wandel in der Gesellschaft seien ihre Vertreter an Machtpositionen und Verteilung von staatlicher Förderung (Nepotismus) interessiert. Die Gruppe der ehemaligen Frankfurter Spontis um Joschka Fischer und Daniel Cohn-Bendit habe seit 1982 systematisch auf eine Regierungsbeteiligung, ein Ministeramt für Fischer und die Entmachtung der Linken bei den Grünen hingearbeitet und dazu gezielt Intrigen eingefädelt. Grünenpolitiker wie Oswald Metzger, Matthias Berninger oder Cem Özdemir hätten ebenso in der FDP oder CDU Karriere machen können.
Sie setzt sich seit Jahrzehnten mit Richtungen auseinander, die sie als Ökofaschismus einstuft, darunter Ansichten von Herbert Gruhl, Baldur Springmann, Max Otto Bruker, die von Gruhl gegründete Ökologisch-Demokratische Partei und die Unabhängigen Ökologen Deutschlands, Rechte Esoterik, Anthroposophie, Scientology, die Freiwirtschaftslehre von Silvio Gesell und Ansichten, die Rudolf Bahro seit 1984 vertrat.
Die Zustimmung von 39 der damals 48 grünen Bundestagsabgeordneten am 16. Oktober 1998 zum NATO-Krieg gegen Serbien kritisierte Ditfurth als „Überschreitung der letzten Grenze in die vollständige Systemintegration“. Damit hätten die Grünen sich endgültig von den seit 1980 gültigen Programmforderungen (Ausstieg aus der NATO, Abbau der Bundeswehr, Auflösung der Militärbündnisse in Europa, auch einseitige Abrüstung, soziale Verteidigung) abgekehrt. Sie hätten dabei „geholfen, die Menschenrechte zu militarisieren, sie als Mittel und Begründung von Kriegsführung durchzusetzen“, auch für weitere Interventionskriege ohne UN-Mandat. Das hätte eine CDU/FDP-Regierung unmöglich durchsetzen können. Indem Joschka Fischer das Massaker von Srebrenica und das angebliche Massaker von Racak sprachlich mit dem Holocaust verglichen habe, habe er „eine neue deutsche Auschwitzlüge“ eingeleitet. Die Grünen seien als Regierungspartei „gebraucht worden, um bei der vollständigen Integration des ehemals kritischen Alternativpotentials zu Staat, Kapital und NATO zu helfen“ und den ersten deutschen Angriffskrieg seit 1945 „nicht trotz, sondern wegen Auschwitz“ zu rechtfertigen.
2007 veröffentlichte sie nach sechs Jahren Recherche eine Biografie über Ulrike Meinhof, die einige Fehlinformationen über Meinhof mit neuen Belegen korrigierte und Meinhofs Wendung zur RAF aus politischen, nicht nur individualpsychologischen Motiven erklärte.
Am 12. Dezember 2013 wurde im Frankfurter Rathaus eine Gedenktafel zum Auschwitzprozess eingeweiht. Dazu überklebte Ditfurth den Namen von Hermann Josef Abs auf der Tafel der Frankfurter Ehrenbürger mit einem beschrifteten Zettel: „Abs war Chefbankier der Nazis und mitverantwortlich für Krieg, KZ, Massenmord, Raub und Versklavung. Max Horkheimer und Fritz Bauer sollen durch die Nähe zu seinem Namen nicht beleidigt werden.“ Der Zettel wurde entfernt, jedoch durfte sie ihre Aktion begründen.
Seit März 2014 kritisierte Ditfurth die Mahnwachen für den Frieden scharf und warf deren Organisatoren und Hauptsprechern eine gezielte Querfront-Strategie und einen verkürzten Antikapitalismus mit völkischen, antisemitischen und rassistischen Motiven vor, der anschlussfähig für Neonazis sei. In einem Fernsehinterview bezeichnete sie den Mahnwachenredner Jürgen Elsässer als „glühenden Antisemiten“. Dieser zeigte sie deswegen an. Im öffentlich beachteten Elsässer-Ditfurth-Prozess stufte das Landgericht München I Ditfurths Aussage als strafbare Beleidigung ein, indem es Antisemitismus als Zustimmung zu nationalsozialistischen Überzeugungen definierte, die zum Holocaust führten. Dies kritisierten mehrere Autoren als eine ahistorische Definition, die auf die juristische Abschaffung der meisten heutigen Formen von Antisemitismus hinauslaufe. Das Oberlandesgericht München wies Ditfurths Berufung ab und erlegte ihr die gesamten Prozesskosten auf. Das Bundesverfassungsgericht nahm ihre Verfassungsbeschwerde im Juni 2016 nicht zur Entscheidung an. Der Europäische Gerichtshof für Menschenrechte (EGMR) verweigerte die Annahme ihrer Beschwerde vom Dezember 2016.
Ditfurth ist eine Kritikerin von Extinction Rebellion und bezeichnet diese Gruppe als Weltuntergangssekte.

## Sonstiges
Am 12. Juli 2017 kritisierte Ditfurth in der Talkshow maischberger. die woche die Polizei beim G20-Gipfel in Hamburg 2017: Diese habe Menschen in ihren Grundrechten verletzt und unvermummte Journalisten verprügelt, weil anderswo „einige Leute schwarz gekleidet“ gewesen seien. Der ebenfalls eingeladene CDU-Politiker Wolfgang Bosbach fand Ditfurth „persönlich, vom Verhalten und ihrer […] Argumentation unerträglich“ und verließ die Sendung vorzeitig. Die Moderatorin Sandra Maischberger bat Ditfurth daraufhin wegen der „Parität“ in der Runde, ebenfalls zu gehen; diese blieb jedoch. Maischberger entschuldigte sich später bei ihr für ihre „unüberlegte Kurzschlussreaktion“. Später verwies Ditfurth auf Umstände, die die Aufzeichnung nicht zeigte: Man habe ihr vorher nicht mitgeteilt, dass Kriminalkommissar Joachim Lenders (CDU) statt wie geplant Gerhard Kirsch von der Hamburger Polizeigewerkschaft kommen würde; Lenders habe von ihrer Einladung gewusst. Bosbach sei ursprünglich zum Sendungsthema „Konservative Werte“ eingeladen worden und habe wohl seinen Abschied aus dem Deutschen Bundestag feiern wollen. Er sei von Beginn an gereizt über sie gewesen. Sie sei als Frau zwischen ihm und Lenders platziert worden, der sie ständig halblaut bepöbelt und einzuschüchtern versucht habe. Nach Bosbachs Abgang sei die Aufzeichnung unterbrochen worden; Maischberger sei ihm nachgelaufen. Parität habe auch danach nicht bestanden, da männliche Gäste und Verteidiger der Polizei in der Mehrheit waren. Dennoch habe sie, Ditfurth, nichts mehr sagen dürfen; die Regie habe ihr Mikrofon abgedreht und sie aus dem Bildausschnitt der Kameras genommen.
Am 23. März 2018 schlug ein 19-jähriger Mann Ditfurth nach ihren Angaben auf einer Bahnfahrt anlasslos zweimal mit einer Metallstange von hinten auf den Kopf. Sie erlitt eine schwere Gehirnerschütterung. Das Zugbegleitpersonal rief trotz Bitten Ditfurths keine Polizei, sondern ließ den Mann unbehelligt aussteigen. Im Mai 2018 wurde er gefasst; gegen ihn wurde wegen des Verdachts der gefährlichen Körperverletzung ermittelt.
Am 24. Mai 2018, dem Tag nach einer Bombenentschärfung in Dresden, bei der diese teilweise explodierte, schrieb Ditfurth auf dem Kurznachrichtendienst Twitter „Die Bombe weiß, wo sie ist“ und verlinkte einen Artikel über die Entschärfung. Der Tweet löste viele empörte Reaktionen im Internet aus. Ditfurth erklärte dazu: „Meine Absicht war es, mit einem kleinen absurden Witz herauszufinden, auf welchem Stand das politische Bewusstsein in Dresden und anderswo gerade ist. Hat geklappt.“
Infolge der COVID-19-Pandemie in Deutschland verlor Ditfurth alle ihre für 2020 geplanten Veranstaltungstermine und erkrankte selbst an COVID-19. Daraufhin bat sie im März 2020 in sozialen Medien mit einem Spendenaufruf um finanzielle Unterstützung. Sie erhielt daraufhin neben Solidarität auch eine große Menge an Hassmails mit Todeswünschen. Der Kabarettist Dieter Nuhr machte sich über sie lustig und wies auf ihren Lohn als Stadtverordnete hin. Dagegen betonte Ditfurth, diese Aufwandsentschädigung von knapp über 1000 Euro müsse sie für politische Arbeit, Büromieten und Mitarbeitergehälter ausgeben, da ÖkoLinx keinen Fraktionsstatus habe. Alle Spenden, die über das zum Lebensunterhalt Nötige hinausgingen, werde sie an Projekte gegen Rechtsextremismus weitergeben.
Am 20. Juli 2020 erhielt Jutta Ditfurth von unbekannten Absendern, die mit „NSU 2.0“ signierten, mindestens zwei Androhungen von Folter und Mord über E-Mail. Die erste enthielt heftige antisemitische Beleidigungen und unbekannte Informationen aus ihrem Privatleben. Ditfurth betonte, sie erlebe solche Bedrohungen seit den 1980er Jahren und habe nun über ihren Anwalt Strafanzeige gestellt. Ihr fehle jedoch das Vertrauen, dass die hessische Polizei die Sache aufklären könne oder wolle.
Im Frühjahr 2021 warnte Ditfurth auf Twitter vor Interviews mit einem in der Schweiz lebenden Journalisten, da dieser „Journalist*innen, Linke und Antifas damit erpresst, dass er ihre Daten an Nazis ausliefert“. Der Journalist zeigte sie wegen Verleumdung an, schloss diesen Tweet vor Gericht aber von der Anzeige aus. Daraufhin stellte das Gericht das Verfahren sofort ein. Mit dem Rückzug wollte der Kläger laut Prozessbeobachtern das Bekanntwerden der Belege für Ditfurths Vorwurf vermeiden, die sie gesammelt hatte und dem Gericht präsentieren wollte.

## Publikationen
- mit Rose Glaser: Die tägliche legale Verseuchung unserer Flüsse und wie wir uns dagegen wehren können. Ein Handbuch mit Aktionsteil. Rasch und Röhring, Hamburg/Zürich 1987, ISBN 3-89136-163-7.
- mit Manfred Zieran: Träumen, Kämpfen, Verwirklichen. Politische Texte bis 1987. Kiepenheuer & Witsch, Köln 1988, ISBN 3-462-01903-1.
- mit Robert Barth, Robert Jungk, Peter Rogge und Hans Ruh: Die Zukunft berechnen – eine Illusion? Mit einem Nachwort von Jürg Altwegg. Unisys, Sulzbach 1988, DNB 997023600.
- Lebe wild und gefährlich. Radikalökologische Perspektiven. Kiepenheuer & Witsch, Köln 1991, ISBN 3-462-02106-0.
- Blavatzkys Kinder. Lübbe, Bergisch Gladbach 1995, ISBN 3-404-12380-8.
- Was ich denke. Goldmann, München 1995, ISBN 3-442-12606-1.
- Entspannt in die Barbarei. Esoterik, (Öko-)Faschismus und Biozentrismus. Konkret-Literatur-Verlag, Hamburg 1996, ISBN 3-89458-148-4.
- Feuer in die Herzen. Gegen die Entwertung des Menschen. (1992). Erweiterte und aktualisierte Neuausgabe. Konkret-Literatur-Verlag, Hamburg 1997, ISBN 3-89458-159-X.
- Die Himmelsstürmerin. Roman. (1998). Überarbeitete Neuausgabe. Rotbuch, Berlin 2010, ISBN 978-3-426-55855-3.
- Das waren die Grünen. Abschied von einer Hoffnung. Econ, München 2000, ISBN 3-548-75027-3.
- Durch unsichtbare Mauern. Wie wird so eine links? Kiepenheuer & Witsch, Köln 2002, ISBN 3-462-03083-3.
- Ulrike Meinhof. Die Biografie. Ullstein, Berlin 2007, ISBN 978-3-550-08728-8. – Rezensionen:

Daniel Escribano: Ulrike Meinhof: la biografía. Entrevista. Sinpermiso, 9. April 2017
 kritisch-lesen.de, Januar 2011
 Willi Winkler: Ulrike Meinhof: Tragisch, selbstgerecht, mörderisch. SZ, 17. Mai 2010
 Allie Tichenor: Remembering Ulrike Meinhof: Conflicting Narratives of Her Life and Times. h-net, 06/2009
 Jochen Staadt: Eine Heldin zum Fürchten. FAZ, 1. Juli 2008
 Susanne Kailitz: Mythen und Manipulation. Jutta Ditfurth über die RAF-Terroristin Ulrike Meinhof und eine Freundschaft, die nie bestand. Das Parlament, 13. Mai 2008
 Jenny Schon: Wahlverwandtschaftliches und die „wahre“ Ulrike. Neue Biografien über das Leben der Ulrike Meinhof. Die Berliner Literaturkritik, 29. April 2008
 schattenblick.de, 23. April 2008
 Hanno Balz: H-Soz-u-Kult, 7. April 2008
 Sandra Pingel-Schliemann: Terroristin oder Antifaschistische Kämpferin? Zwei Biographien über Ulrike Meinhof. Vorgänge 47 / 1. März 2008
 Werner van Berber: Nicht nur Uschi-Obermaierisierung. Tagesspiegel, 25. Februar 2008
 Tobias Wunschik: RAF und Ulrike Meinhof. Deutschland Archiv 41/2008
 Tobias Lübben: Unbedingt lesenswert: Jutta Ditfurths Meinhof-Biografie besticht durch fabelhafte Recherche. Deutschlandfunk, 10. Dezember 2007
 Barbara Sichtermann: Sich selbst treu. Jutta Ditfurth hat alle Details aus dem Leben der Ulrike Meinhof zusammengetragen und ergreift temperamentvoll Partei. Die Zeit, 22. November 2007
 Miriam Hollstein: Ditfurth als Ulrike Meinhofs Seelenverwandte. Die Welt, 20. November 2007
 Uwe Stolzmann: Versuch einer Ehrenrettung. Deutschlandradio, 15. November 2007
 weitere
- Rudi Dutschke und Ulrike Meinhof. Geschichte einer politischen Freundschaft. (2008). 2., erweiterte Auflage. Konkret, Hamburg 2018, ISBN 978-3-930786-83-1.
- Kommunismus und Natur. Das aufgelöste Rätsel der Geschichte. Über Wissenschafts- und Technikgläubigkeit, Ignoranz der Naturfrage und das rassistische und eugenische Menschenbild in der sozialdemokratischen und leninistischen Linken und der Arbeiterbewegung. In: Yvonne Boenke (Hrsg.): „Lieber einen Knick in der Biographie als einen im Rückgrat“. Festschrift zum 70. Geburtstag von Horst Herrmann. Telos, Münster 2010, ISBN 978-3-933060-31-0, S. 97–113.
- Krieg, Atom, Armut. Was sie reden, was sie tun: Die Grünen. Rotbuch, Berlin 2011, ISBN 978-3-86789-125-7.
- Worum es geht – Flugschrift. Rotbuch, Berlin 2012, ISBN 978-3-86789-154-7.
- Zeit des Zorns. Streitschrift für eine gerechte Gesellschaft. Droemer, Frankfurt am Main 2012, ISBN 978-3-426-55855-3.
- Der Baron, die Juden und die Nazis. Reise in eine Familiengeschichte. (2013) Überarbeitete Neuausgabe, Hoffmann & Campe, Hamburg 2015, ISBN 978-3-455-50394-4. – Rezensionen:

Anja Röhl: Aristokratischer Antisemitismus. Neues Deutschland, 19. Oktober 2013
 Kersten Artus: „Der Baron, die Juden und die Nazis“ – selten war Geschichte so wenig langweilig. 27. Dezember 2013
 Claus-Jürgen Göpfert: Jutta Ditfurths Mitteilung über den Adel. FR, 15. Januar 2014
 Hans Riebsamen: Eine Versammlung von Judenhassern. FAZ, 15. Januar 2014
 Rudolf Walther: Der Besuch des hässlichen Balladendichters. Falter.at, 17. Januar 2014
 Hannes Schwenger: Deutsches Tümeln. Tagesspiegel, 22. Januar 2014
 Rafael Arto-Haumacher: Familienbande. Literaturkritik.de, 2. Mai 2014
 Gerhard Sauder: Adliger, Dichter und Antisemit. Saarbrücker Zeitung, 29. August 2014
 Jutta Ditfurth: Der Baron, die Juden und die Nazis - Eine Armee von Vampiren. Berliner Zeitung, 10. November 2014
 Ulf Morgenstern: Das Historisch-Politische Buch, 62. Jg. 2014, Heft 5, S. 552–554
 Beat Metzler: Angewidert vom «von». Tagesanzeiger.ch, 27. November 2019
 Helga König: Rezension: „Der Baron, die Juden und die Nazis“- Jutta Ditfurth. (undatiert)

- mit Thomas Ebermann: Moderner Antisemitismus, Querfront und völkische Bewegung: Die Vorträge auf der Solidaritätsveranstaltung am 27.2.2015 im Kafe Marat, München. Ein Film von ÖkoLinX – Antirassistische Liste. ÖkoLinX, 2015, ISBN 978-3-9817558-0-0.
- Halt die Klappe bis du denken kannst, Sigmar Gabriel! In: Markus Liske, Manja Präkels (Hrsg.): Vorsicht Volk! Oder: Bewegungen im Wahn? verbrecher Verlag, Berlin 2015, ISBN 978-3-95732-121-3, S. 128–130.
- Haltung und Widerstand: Eine epische Schlacht um Werte und Weltbilder. Osburg Verlag, Hamburg 2019, ISBN 978-3-95510-203-6.